# Mit Eva fing die Sünde an
Mit Eva fing die Sünde an ist eine deutsche, episodisch angelegte Filmkomödie aus dem Jahre 1958 nach einem Drehbuch des Kabarettisten Dieter Hildebrandt in Zusammenarbeit mit der Autorin Margh Malina. Unter der Regie von Fritz Umgelter spielen Willy Fritsch, Mady Rahl, Michael Cramer und Karin Dor in den Hauptrollen.

## Handlung
Regisseur Gregor inszeniert ein Theaterstück, in dessen Verlauf die jungen Schauspieler Dinah und Jürgen – im Theaterstück „Mark“ genannt – eine erotische Liebesszene spielen sollen. Die sich spröde gebende Dinah tut sich schwer damit, weil diese Szene, wie sie später ihrem Regisseur erzählt, einer persönlichen Erfahrung mit ihrem Kollegen Jürgen entspricht, die zur Trennung des ehemals verlobten Pärchens im wirklichen Leben geführt hat. Außerdem bezeichnet sie sich als anständiges Mädchen, das mit der vermeintlich gefragten Erotik der Gegenwart nichts anfangen kann. Als Gregor die Diskussion zu bunt wird, entlässt er Dinah und besetzt den Part mit der zufällig anwesenden Barbara, die die Rolle komplett anders interpretiert und als Sexbombe anlegt. Nachdem ihr Gregor vergeblich den Unterschied zwischen Sex und Erotik erklärt hat, versucht er es noch einmal mit Dinah, aber bittet das junge Mädchen zunächst zu einem Gespräch unter vier Augen.
Dinah unterstreicht erneut ihre Tugendhaftigkeit und verweist auf die großen Dichter der Vergangenheit, in deren Werken Rollen wie die ihre nicht vorgekommen seien. Gregor widerspricht und liefert am Beispiel einer Skulptur eine Geschichte über die Rolle der Frau im alten Griechenland, wo Dinah statt Schauspiel eine Ausbildung zur Hetäre zuteilgeworden wäre, denn Theater wurde dort nur von Männern gespielt. In der folgenden, als Rückblick nach Athen konzipierten Szene übernehmen nunmehr alle Darsteller des Films ihre Rollen im griechischen Gewand.
Gregor hofft, Dinah damit überzeugt zu haben und möchte mit der Probe des Theaterstücks fortfahren. Aber Dinah zögert weiterhin, so dass es diesmal eine Ehe im Mittelalter ist, die als Beispiel herhalten muss. In der folgenden, buchstäblich als Kammerspiel inszenierten Episode zelebrieren Karin Dor und Willy Fritsch das Vorspiel zum ritterlichen Ehebruch.
Wiederum anhand eines Bildes geht die kulturgeschichtliche Reise weiter zur Renaissance und hinein in den Dreißigjährigen Krieg, wo die Darsteller diesmal im zeitgenössischen Kostüm eine fröhlich-sündige Musik- und Trinkszene zum besten geben, die in einem Dialog zwischen Hanne Wieder und Klaus Havenstein mündet.
Mittlerweile sind die Theaterleute in der Kantine gelandet, während Gregor weiterhin versucht, Dinah ihre Rolle schmackhaft zu machen. Nun vergleicht er die Gegenwart mit dem Liebesspiel des Rokokos und reist bis zur Französischen Revolution. Auch diesmal schreitet die Geschichte anhand verschiedener Gemälde alter Meister fort und landet in einem Bürgerhaus, wo Michael Cramer als wiederum junger Meister ein Sittenbild von Mady Rahl als Frau des Hauses malt.
Ermüdet lässt Gregor Dinah und Jürgen allein und geht ebenfalls in die Kantine. Das junge Paar spricht sich aus, nicht jedoch, ohne nochmals einen Ausflug in die Geschichte zu unternehmen. Verschiedene Gemälde führen zur Belle Époque. Jürgen schildert einen Herrenabend im Moulin Rouge, wo Angèle Durand mit dem Schlager Mit Eva fing die Sünde an sowie ein Ballettensemble des Pariser Nouvelle Ève ins Finale des Films leiten.
Dinah und Jürgen haben sich versöhnt, jedoch nicht Dinah hat aus der Geschichte gelernt, sondern Jürgen. Der Film endet im Stil der 1950er Jahre mit einer tugendhaften Dinah, der ein verliebter Jürgen einen Heiratsantrag gemacht hat. Zu gern würde Regisseur Gregor endlich weiterproben, aber es ist Feierabend, an den ein gewerkschaftlich organisierter Herr Weber nachdrücklich erinnert.

## Produktionsnotizen
Mit Eva fing die Sünde an wurde im Frühjahr 1958 in München gedreht und kam am 15. August 1958 in die westdeutschen Kinos.
Der Drehbuchautor Dieter Hildebrandt hatte zwei Jahre zuvor unter anderem zusammen mit Klaus Havenstein und Hans Jürgen Diedrich das politische Kabarett Münchner Lach- und Schießgesellschaft gegründet und setzte beide Kollegen für eine Rolle in diesem Film durch. Auch die bis dahin ebenfalls erfolgreich im Kabarett verwurzelte Hanne Wieder stand hier erstmals vor der Kamera.
Als Produzent zeichnete der zuvor und auch später in erster Linie für seine Sittenfilme bekannte Wolf C. Hartwig verantwortlich, dessen gemeinsam mit seinem Geschäftspartner Dieter Fritko gegründeter Defir Filmverleih ein Jahr später in Konkurs ging.
1962 adaptierte der damalige Regieneuling Francis Ford Coppola den in schwarz-weiß gedrehten Film und ergänzte ihn mit eigenem Farbfilmmaterial. Nicht nur dadurch wurde der kabarettistische Charakter des Originals jedoch maßgeblich verändert. Im Mittelpunkt der Darstellung stand nunmehr unter anderem die Playboy-Ikone June Wilkinson, was dem unter dem Titel The Bellboy And The Playgirls erneut im Kino aufgeführten Film per se eine neue Richtung verlieh.

## Musik
Die populäre belgische Sängerin Angèle Durand singt den Titel Mit Eva fing die Sünde an, musikalisch begleitet vom Orchester Max Greger, ausschließlich im Film.

## Kritik
„Kabarettistischer Episodenfilm im vorsichtigen Spekulationsstil der 50er Jahre.“